# 黄長石
黄長石（おうちょうせき、melilite、メリライト）は、オケルマン石（åkermanite、Ca2MgSi2O7）とゲーレン石（gehlenite、Ca2Al(AlSi)O7）を端成分とする固溶体。正方晶系。

## 黄長石族
- オケルマン石（åkermanite）: Ca2MgSi2O7
- ゲーレン石（gehlenite）: Ca2Al(AlSi)O7
- グジア石（gugiaite）: Ca2BeSi2O7
- ハーディストン石: Ca2ZnSi2O7
- 岡山石（okayamalite）: Ca2B2SiO7